# 2002年1月中国大陆

## 1月1日
- 《中华人民共和国反倾销条例》开始实施，此前经2001年10月31日国务院第46次常务会议通过，2001年11月26日中华人民共和国国务院总理朱镕基签署328号国务院令公布[1]。
- 《中华人民共和国反补贴条例》开始实施，此前经2001年10月31日国务院第46次常务会议通过，2001年11月26日中华人民共和国国务院总理朱镕基签署329号国务院令公布[2]。
- 《中华人民共和国保障措施条例》开始实施，此前经2001年10月31日国务院第46次常务会议通过，2001年11月26日中华人民共和国国务院总理朱镕基签署330号国务院令公布[3]。
- 《中华人民共和国技术进出口管理条例》开始实施，此前经2001年10月31日国务院第46次常务会议通过，2001年12月10日中华人民共和国国务院总理朱镕基签署331号国务院令公布[4]。
- 《中华人民共和国货物进出口管理条例》开始实施，此前经2001年10月31日国务院第46次常务会议通过，2001年12月10日中华人民共和国国务院总理朱镕基签署332号国务院令公布[5]。
- 《外商投资电信企业管理规定》开始实施，此前经2001年12月5日国务院第49次常务会议通过，2001年12月11日中华人民共和国国务院总理朱镕基签署333号国务院令公布[6]。
- 《国务院关于修改<旅行社管理条例>的决定》开始实施，此前经2001年12月5日国务院第49次常务会议通过，2001年12月11日中华人民共和国国务院总理朱镕基签署334号国务院令公布[7]。
- 《中华人民共和国国际海运条例》开始实施，此前经2001年12月5日国务院第49次常务会议通过，2001年12月11日中华人民共和国国务院总理朱镕基签署335号国务院令公布[8]。

## 1月7日
- 应中华人民共和国国务院总理朱镕基的邀请，蒙古国总理那·恩赫巴亚尔于2002年1月7日至12日对中华人民共和国进行了正式访问[9]。

## 1月8日
- 中国联通CDMA国家公众移动通信网开通[10]。

## 1月9日
- 应中华人民共和国主席江泽民的邀请，南斯拉夫联盟共和国总统沃伊斯拉夫·科什图尼察于2002年1月9日至11日对中华人民共和国进行了国事访问。江泽民主席、全国人民代表大会常务委员会委员长李鹏和国务院总理朱镕基等中国领导人与沃伊斯拉夫·科什图尼察总统就双边关系、地区形势和共同关心的国际问题深入交换了意见，达成了广泛共识。双方发布《中华人民共和国和南斯拉夫联盟共和国联合声明》[11]。

## 1月10日
- 国务院西部开发办公室召开退耕还林工作电视电话会议，确定在过去两年试点工作的基础上，全面启动退耕还林工程[12]。